# 이시바시 다카아키
이시바시 다카아키(石橋貴明, 1961년 10월 22일 ~ )는 일본의 희극 배우, MC, 배우, 가수이다.

## 연혁
도쿄도 가쓰시카구의 유복한 가정에서 태어났으나, 초등학교 1학년 때 아버지 다케오가 경영하던 ‘이시바시 화성’이 도산하여 이타바시구 나리마스로 야반도주, 그 후부터 극단적으로 가난한 생활을 하였다.
초등학교 6학년 때 《애프터눈 쇼》의 ‘어린이 성대모사·모창 대회’에 출연. 중·고등학교 때는 《긴자NOW!》 등 아마추어 프로그램에 출연하며, 희극 배우로의 길을 자각하기 시작한다.
데이쿄 고등학교 진학 후에는 7살 터울의 형의 영향으로 야구를 시작, 야구부에 가입한다. 도쿄 야쿠르트 스왈로스의 전 투수 이토 아키미쓰는 고교 2년 후배이다.
고교 동급생 기나시 노리타케와 ‘다카아키&노리타케’를 결성. 도코로 조지가 사회를 보던 《도바도바 대폭탄》과 《코미디 스타 탄생》 등 아마추어 프로그램에 출연한다.
고등학교 졸업 후에는 ‘원래 서비스를 좋아한다.’는 자신의 성격과 아버지의 권유로 호텔 센추리 하얏트 도쿄(현 하얏트 리젠시 도쿄)에 취직.
취직 후에도 기나시와 함께 아마추어 프로그램 도전을 이어가며, 취직 4개월 후, 호텔을 그만두고 기나시와 톤네루즈를 결성해 프로 데뷔한다.
1982년 4월, 《코미디 스타 탄생!!》에서 염원에 그리던 10주 우승으로 그랑프리를 획득한다. 이후 1984년 ~ 1986년에 심야 드라마를 개척, 《트라이앵글 블루》에 카와이 카즈미, 가와카미 마이코, 가라사와 지로, 마에다 고조 등과 출연하였다.
1988년, 모델 출신의 전처와 결혼하여 슬하 1녀(호노카)를 두었다.
1998년, 당시 여배우 스즈키 호나미와 재혼, 3녀를 낳는다.
2005년, 《MLB 주의》에서 함께 출연한 우시지마 가즈히코 감독이 이끄는 요코하마 베이스타스의 이그젝티브 어드바이저로 취임한다.(이 때는 요미우리 자이언츠의 팬이었다.)
2008년 8월 28일, 사회를 담당하고 있던 TBS 《우타방》이 1996년 10월 15일 첫 방송 이래 500회를 맞았다. 《우타방》은 2010년 3월 23일까지 13년간 방송되었다. 2010년 4월부터 9월까지 방송된 후속 음악 프로그램 《더 뮤직 아워》를 포함해 14년에 걸쳐 TBS를 대표하는 장수 음악 프로그램을 진행하였다.

## 출연
이시바시 다카아키로서 출연한 작품 목록. 콤비로 출연한 작품은 톤네루즈 항목 참조.

### 과거 출연 작품
- 《이시바시 다카아키 남자 기숙사》 (1996년 5월 28일 ~ 1996년 9월 17일, TBS)
- 《우타방》 (1996년 10월 15일 ~ 2010년 3월 23일, TBS)
- 《제4학군》 (1999년 4월 ~ 9월·2000년 4월 ~ 9월, 후지 TV)
- 《이시바시 레시피》 (1기 2003년 10월 ~ 2004년 3월, TBS)
- 《MLB 주의》 (2004년, TBS)
- 《이시바시 레시피2》 (2기 2005년 1월 ~ 3월, TBS)
- 《MLB 주의 '05》 (2005년, TBS)
- 《이시바시 레시피》 (3기 2005년 10월 3일 ~ 2006년 3월 27일, TBS)
  - 메이저 시즌 중에는 《MLB 주의》, 시즌 종료 후에는 《이시바시 레시피》로 교차 방송되었다.
- 《MLB 사무라이》 (2008년 7월 26일 ~ 9월 28일, TBS)
- 《더 뮤직 아워》 (2010년 4월 20일 ~ 9월 14일, TBS)

### 라디오
- 《이시바시 다카아키의 라디오 이시바시노》 (2001년 10월 7일 ~ 3월 25일, 닛폰 방송)
- 《이시바시 다카아키의 라디오 이시바시노2》 (2002년 10월 11일 ~ 3월 21일, 닛폰 방송)

### 스페셜 방송
※게스트 출연 방송 제외
- 《제4학군 스포츠》 (2000년 12월 29일, 후지 TV)
- 《브레인 서바이버》 (2002년 1월 12일, TBS)
- 《브레인 서바이버2》 (2002년 4월 5일, TBS)
- 《브레인 서바이버3》 (2002년 9월 21일, TBS)
- 《이시바시를 때리고 웃자~고흐의 귀~》 (2002년 12월 30일, TV 아사히)
- 《이시바시를 때리고 웃자~고흐의 귀~2》 (2003년 3월 31일, TV 아사히)
- 《잘린 존마게! 이시바시 신선조가 간다》 (2003년 10월 2일, TV 아사히)
- 《넘버2 ~첫 번째가 되지 못한 천재들의 이야기~》 (2008년 4월 4일, TBS)

### 드라마
- 《PUFFY의 드라마 -와일드하게 가자》 (1997년 9월 30일, NTV)
- 《오늘밤, 우주의 한켠에서》 (1998년 7월 ~ 9월, 후지 TV) - 후구치 노리히토 역
- 《렛츠고! 나가타 정》 (2001년 10월 ~ 12월, NTV) - 쓰쓰이 이쓰와 역
- 《블랙잭에게 안부를》 (2004년 1월 3일, TBS) - 우사미 다카시 역
- 《호시노 센이치 이야기 ~죽은 아내에게 하는 말~》 (2005년 1월 2일, TBS) - 호시노 센이치 역
- 《마루마루 치비 마루코짱》 (2007년 9월 27일, 후지 TV)

### 영화
- 1986년 《소로반즈쿠》 - 가스가노 역
- 1994년 《메이저 리그2》 - 다나카 역
- 1995년 《악마들 천사들》
- 1996년 《울트라맨 제아스》 - 오코우치 신페이 대장 역
- 1997년 《울트라맨 제아스2 초인대전 빛과 그림자》 - 오코우치 신페이 대장 역
- 1998년 《메이저 리그3》 - 다나카 역
- 2003년 《총성 LAST DROP OF BLOOD》 - 하기와라 마사카즈 역
- 2007년 《스키야키 웨스턴 장고》 - 무사시보 벤케이 역

## 음반
단독으로 발매한 작품 목록. 콤비로 출연한 작품은 톤네루즈 항목 참조.
1. A.S.A.P. - ‘Little Kiss’ 명기 (1997년 2월 14일 발매, 포니캐년
작사 : 아키모토 야스시 / 작곡 : 고토 쓰구토시 / 편곡 : 고토 쓰구토시 / 코러스 : 쓰보쿠라 유이코
긴자 주얼리 마키 광고 음악
2. FREEDOM - ‘ANDY'S’ 명기 (1997년 7월 23일 발매, 포니캐년)
작사 : ANDY, SHOW, JOSE, MOTO / 작곡 : 사노 모토하루 / 편곡 : 사노 모토하루
3. 간토 알몸회의 노래(関東裸会の唄 - ‘간토 알몸회 삼총사’ 명기 (2001년 2월 14일 발매, avex trax)
작사 : 이시바시 / 작곡 : 고토 쓰구토시 / 편곡 : 고토 쓰구토시
4. 답 -answer is my life-(答 -answer is my life- - ‘간도 알몸회 삼총사’ 명기 (2001년 11월 21일 발매, BMG 팬하우스)
작사 : 이시바시 / 작곡, 편곡 : 도코 쓰구요시
5. Smile on me - ‘SEIKO with Crazy.T’ 명기 (2004년 7월 7일 발매, 소니 뮤직 엔터테인먼트)
작사, 작곡, 편곡 : 하라다 신지

## 서적
- 제4학군 (2000년 9월 발행, 슈에이샤 인터내셔널)

## DVD
- 총성 LAST DROP OF BLOOD (2003년 11월 21일)
- 블랙잭에게 안부를~눈물의 암병동 편~ (2004년 7월 22일)
- 호시노 센이치 이야기 ~죽은 아내에게 하는 말~ (2005년 9월 25일)
- 메이저 리그2 (2000년 6월 21일)
- 메이저 리그2 (2004년 3월 5일)
- 메이저 리그 사면 이득 팩 초회한정반 (2004년 3월 5일)
- 메이저 리그3 (2000년 7월 19일)
- 메이저 리그3 (2004년 3월 5일)
- 메이저 리그2 기간한정생산 (2005년 9월 30일)
- 메이저 리그2 기간한정생산 (2006년 6월 2일)
- 메이저 리그3 기간한정생산 (2006년 6월 2일)
- 이시바시 레시피 전편 (2005년 2월 16일)
- 이시바시 레시피 후편 (2005년 2월 16일)
- 이시바시 레시피2 (2006년 1월 18일)

## 성대모사·모창 레파토리
- 샐리 아버지 (요술공주 샐리)
- 스피드 스케이팅 선수
- 호시 잇데쓰의 눈썹 흉내 (거인의 별)
- 안토니오 이노키
- 다무라 마사카즈 (후루하타 닌자부로)
- 마츠다 유사쿠
- 하기와라 겐이치
- 이소룡
- 다치 히로시
- 다나카 구니에
- 다나카 가쿠에이
- 아그네스 창
- 이시다 히로시
- 구메 히로시 (구메 다카아키, 구메 다카시)
- 다마키 고지
- 와지마 고이치
- 마쓰우라 아야 (애칭은 ‘타야야’)
- 니누마 겐지
- 야쿠시마루 히로코
- 라이오넬 리치
- MC 해머
- 오하시 교센
- 바카본의 아버지 (천재 바카본)
- 기보 아이코
- 가나이 가쓰코
- 기시다 교코
- 오기노메 요코
- 히로스에 료코
- 요시카와 히나노
- 미야자토 아이
- 아오키 이사오
- 시마다 신스케 (모지모지군 코너에서)

## 같이 보기
- 기나시 노리타케
- 스즈키 호나미
- 호노카